# Hospital Partisano Franja

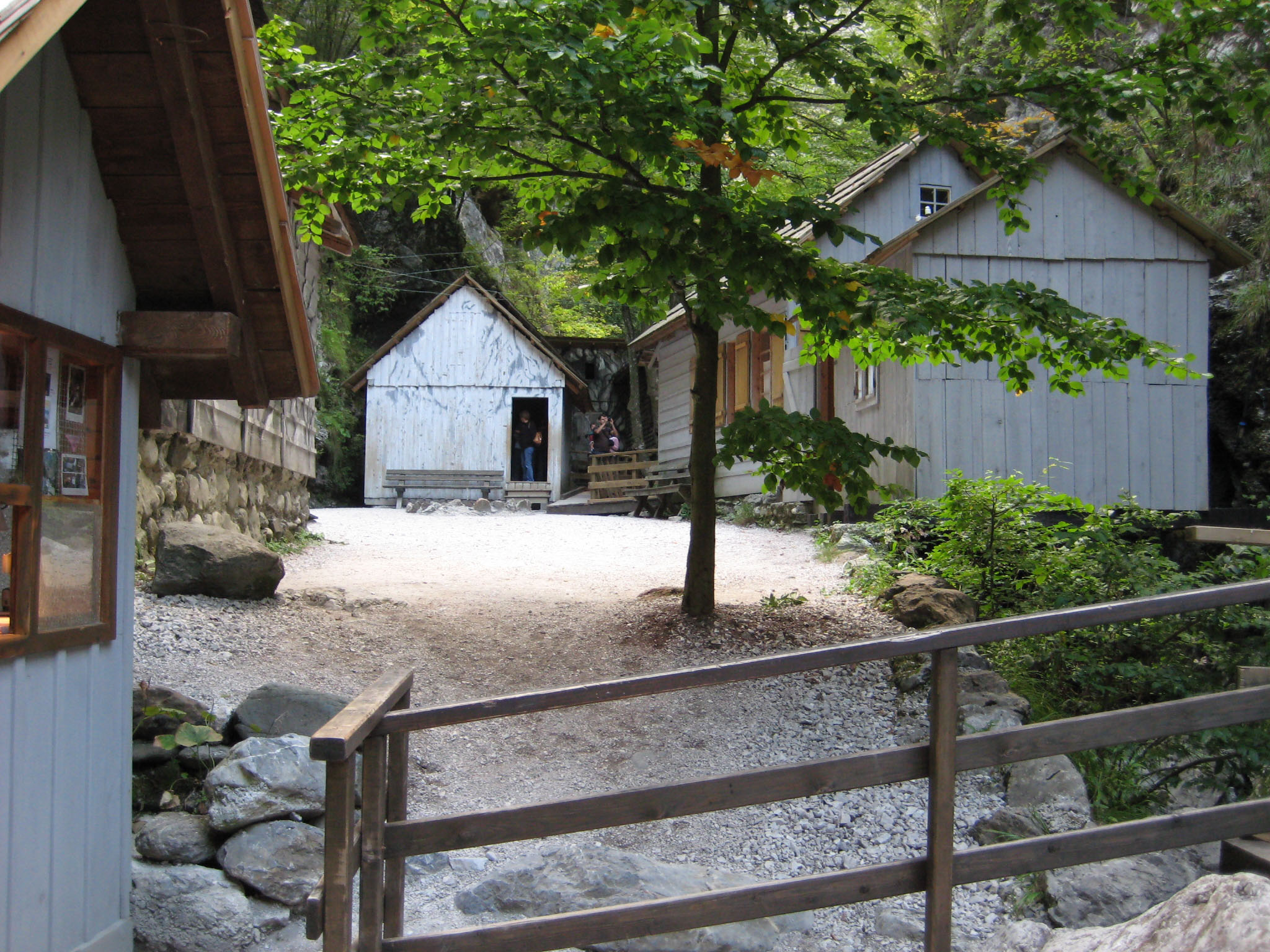
La entrada al Hospital Partisano Franja.

El Hospital de Partisanos Franja fue un hospital secreto que estuvo activo al final de la Segunda Guerra Mundial en Dolenji Novaki cerca de Cerkno, en Eslovenia occidental. Ahora es un museo. Fue utilizado por los partisanos desde diciembre de 1943 hasta el final de la guerra como parte del movimiento de defensa organizada contra las fuerzas de ocupación fascistas y nazis. Aunque la fuerza de ocupación de la Wehrmacht despachó varias expediciones de búsqueda del hospital, nunca fue descubierto.
En el año 2007 fue declarado como Patrimonio europeo. y en 2015 fue refrendado siendo distinguido con el Sello de Patrimonio Europeo, como un «símbolo de los valores humanos más puros en momentos de conflictos bélicos, ya que simboliza la fortaleza humana, la atención médica, la solidaridad y el compañerismo en momentos de dificultad».